# Eurypon spitzbergense
Eurypon spitzbergense är en svampdjursart som först beskrevs av Robert Fredric Fredrik Fristedt 1887.  Eurypon spitzbergense ingår i släktet Eurypon och familjen Raspailiidae. Inga underarter finns listade i Catalogue of Life.